# No Exit (album, Blondie)
No Exit je sedmé studiové album americké skupiny Blondie. Vydáno bylo v únoru 1999 společností Beyond Records a produkoval jej Craig Leon. Je prvním albem kapely po sedmnácti letech – to předchozí vyšlo v roce 1982 pod názvem The Hunter. Album se umístilo na osmnácté příčce americké hitparády Billboard 200, přičemž v britské dosáhlo až třetí pozice. Úspěchu se dostalo i velkému hitu „Maria“.

## Seznam skladeb
1. Screaming Skin – 5:37
2. Forgive and Forget (Pull Down the Night) – 4:31
3. Maria – 4:51
4. No Exit – 4:19
5. Double Take – 4:12
6. Nothing Is Real But the Girl – 3:13
7. Boom Boom in the Zoom Zoom Room – 4:08
8. Night Wind Sent – 4:40
9. Under the Gun (For Jeffery Lee Pierce) – 4:09
10. Out in the Streets – 3:03
11. Happy Dog (For Caggy) – 3:24
12. The Dream's Lost on Me – 3:19
13. Divine – 4:14
14. Dig Up the Conjo – 4:55

## Obsazení
Blondie
- Debbie Harry
- Chris Stein
- Jimmy Destri
- Clem Burke

Ostatní hudebníci
- Leigh Foxx – baskytara
- Paul Carbonara – kytara
- James Chance – saxofon
- Candy Dulfer – saxofon
- Helen Hooke – housle
- Frank Pagano – perkuse
- Dave Ironside – saxofon
- Robert Aaron – saxofon, flétna
- Rick Davies – pozoun
- Ken Fradley – trubka
- Rik Simpson – programování bicích
- Coolio – zpěv
- Donna Destri – doprovodné vokály
- Cassell Webb – doprovodné vokály
- Jeffrey Lee Pierce – doprovodné vokály
- Nancy West – doprovodné vokály
- Theo Kogan – doprovodné vokály
- Romy Ashby – doprovodné vokály